# Brødregade 24-26
Brødregade 24-26, nogle gange også Withs Gård og Englehuset, er en fredet bindingsværksbygning i renæssancestil, der ligger på Brødregade i Randers, der stammer fra slutningen af 1600-tallet. Det er rigt udsmukket og stammer fra den blomstrende handelsperiode i byen.

## Historie
Bygningen blev opført i 1592 af en bygherre med forbogstaverne T.G. Disse forbogstaver er skrevet ind i to bjælker, der nu findes på Museum Østjylland, men som formodes at have hørt til huset. Den er formentlig opført som et hjørnehus med ti fag mod Brødregade, der er ens af byens ældre købmandsgader, og fem fag mod den nu nedlagte Peberslip.
I 1761 blev bygninger beskrevet som En bygning langs gaden 10 fag bindingsværk, 2 loft, i middelmådig stand. Et sidehus syd i gården (ud mod Peberslippen) 6 fag bindingsværk, 2 loft. Et tværhus vest i gården 9 fag bindingsværk, 2 loft, i middelmådig stand (dette tværhus bliver senere i taksationerne nævnt som dragonstald).
I 1837 blev bygningen overtaget af rebslager I.F. With. Han opdelte huset i to selvstændige dele, og efterkommer af Withs slægt ejede begge dele helt op til midten af 1940'erne.

## Beskrivelse
Bygningen er opført i bindingsværk i to stokværk. Det har rødt tegltag.
På en af bjælkerne, der nu opbevares på Østjyllands Museum, står skrevet Herren bevare baade Din Indgang og Udgang fra nu og til evig Tid, Amen 1592.
Bygningen er dekoreret med halvrosetter med englehoveder ud mod gaden, og det er blandt landets fineste eksempler på renæssancebindingsværk. Den er derfor også blevet omtalt som Englehuset.